# Anne-Josèphe Théroigne de Méricourt
Anne-Josèphe Terwagne Marcourt, 13 augustus 1762 – Parijs, 8 juni 1817), later bekend als Théroigne de Méricourt, was tijdens de Franse Revolutie een voorvechtster van vrouwenrechten en politiek activiste. Ze pleitte voor politieke en burgerrechten voor vrouwen, en voor het recht van vrouwen om aan de gewapende strijd mee te doen. 
Zij was afkomstig uit het prinsbisdom Luik. Bij een bezoek aan de Oostenrijkse Nederlanden in 1791 werd ze door de autoriteiten gearresteerd en een aantal maanden gevangen gehouden op verdenking van spionage. Na 1793 werd ze ernstig geestesziek en verbleef ze jarenlang in krankzinnigengestichten.

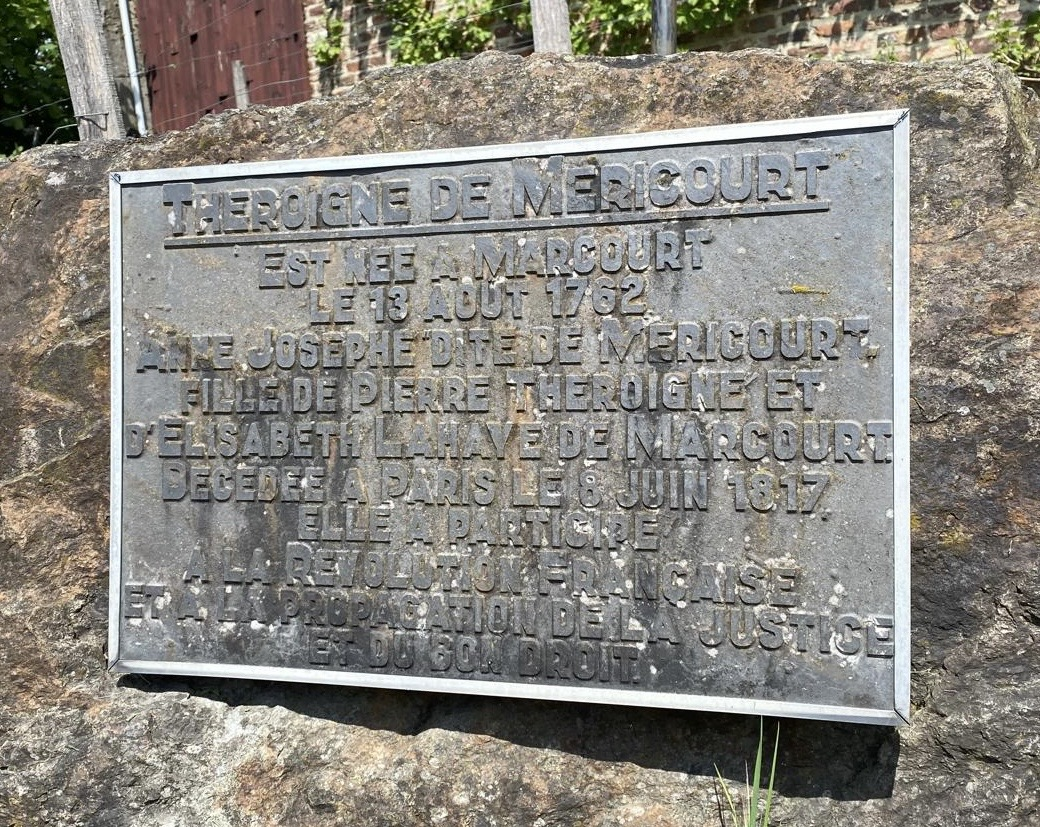
Gedenksteen in Marcourt

## Jeugd
Anne-Joseph Terwagne werd geboren in Marcourt in het toenmalige prinsbisdom Luik waar haar vader een kleine boerderij had. Haar moeder stierf toen zij jong was en ze werd daarom ondergebracht bij verschillende tantes. Zij kwam in dienst bij een dame in Antwerpen die haar de kans bood om te leren lezen en schrijven, zingen en muziek maken. Ze woonde enkele jaren in Londen en had daar een relatie met een Britse officier. Toen die relatie eindigde keerde ze terug naar Frankrijk waar ze naar alle waarschijnlijkheid de maîtresse werd van van de veel oudere markies van Persan. Ze verliet hem om zich aan te sluiten bij een rondreizend muziekgezelschap van de castraat Giusto Fernando Tenducci.

## Franse Revolutie
In de jaren 1788-1789 was Terwagne in Italië; ze keerde terug naar Frankrijk toen de Revolutie zich aankondigde. Ze was op 14 juli 1789 in Parijs maar was niet betrokken bij de bestorming van de Bastille. Rond deze tijd begon ze voor het eerst op te vallen, onder andere omdat ze altijd was gekleed in amazonekostuum. Om niets van de Franse Revolutie te missen verhuisde ze naar Versailles en woonde daar regelmatig de bijeenkomsten van de Nationale Grondwetgevende Vergadering bij. Zij was slechts zijdelings betrokken bij de mars van de Parijse vrouwen naar Versailles op 5 en 6 oktober 1789; ze voegde zich pas op het laatst bij de vrouwen, gekleed in rood amazonekostuum, te paard en gewapend met sabel en pistolen. Rond deze tijd ging ze zich Théroigne de Méricourt noemen. ('Théroigne' is een meer Franse schrijfwijze van de Waalse naam Terwagne, en 'Méricourt' verwijst naar haar geboorteplaats Marcourt).
Toen de Grondwetgevende Vergadering de zittingen van Versailles verplaatste naar Parijs, verhuisde Théroigne de Méricourt mee terug. Ze had zich ontwikkeld tot een welbespraakte politieke activist. Zij werd lid van de Société Fraternelle des Patriotes de l'un et l'autre sexe (Broederlijke Vereniging van Patriotten van Beide Seksen) en bepleitte meer politieke rechten voor vrouwen. Ze richtte met de politicus en wiskundige Gilbert Romme de Club des amis de la loi op, die in haar huis in de Rue du Boulay bijeen kwam. Deze bijeenkomsten werden onder andere bezocht door prominente revolutionairen als Sieyès, Pétion, Brissot en Desmoulins. De club ging na enkele maanden op in de Cordeliers.

## Oostenrijkse gevangenschap

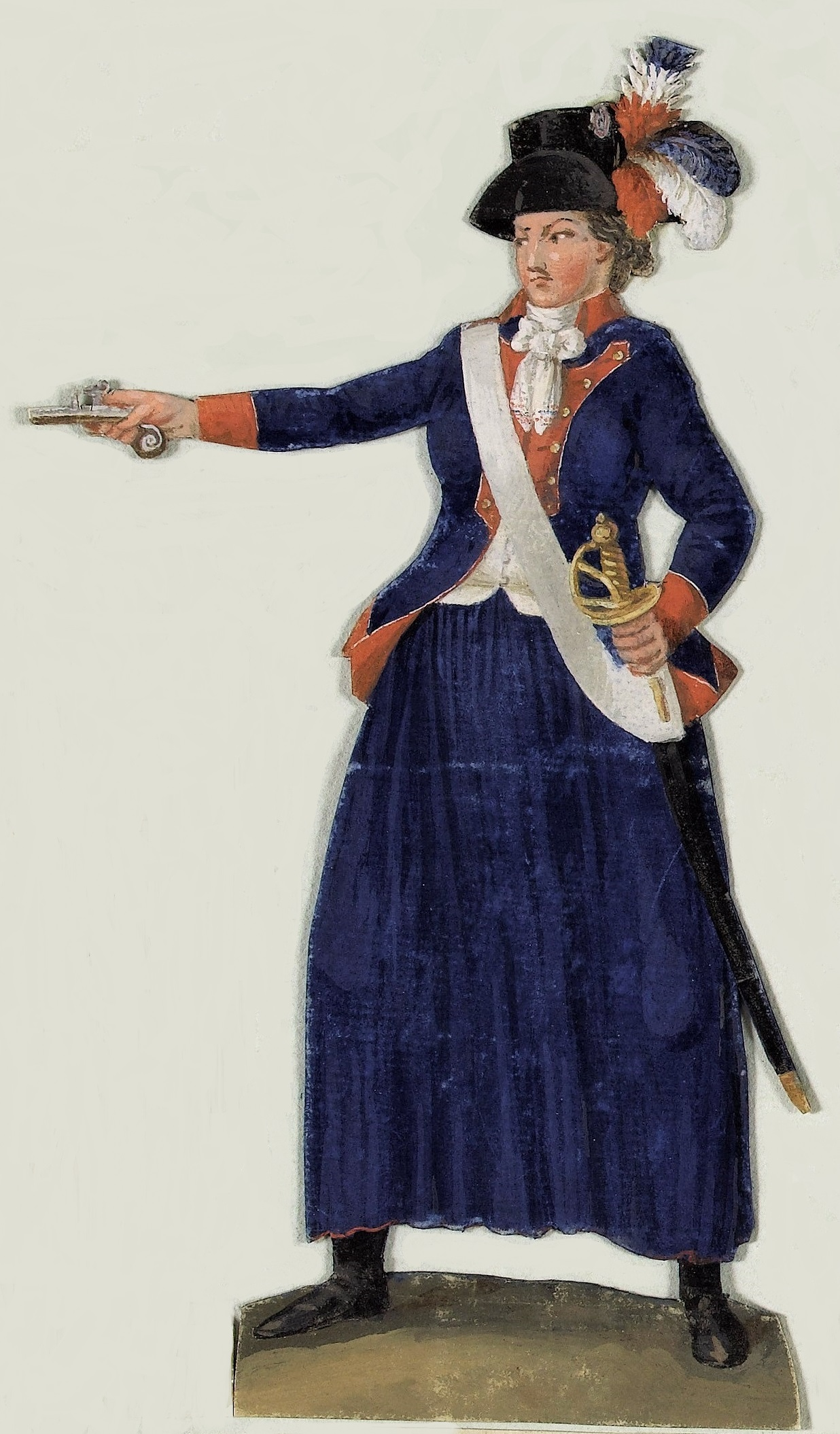
Théroigne de Méricourt in amazonekostuum, door Jean-Baptiste Lesueur en Pierre-Etienne Lesueur, ca 1794.

In 1791 moest Théroigne de Méricourt vanwege schulden tijdelijk Parijs verlaten en ging terug naar Luik. Daar was ze ook toen Oostenrijkse troepen het prinsbisdom innamen. Ze werd aangezien voor een belangrijke Franse spion en gearresteerd. Na ondervraging in Luik werd ze overgebracht naar de Kufsteiner Vesting in Tirol. Verdere ondervraging daar leverde echter niets op; de gevangenisarts stelde dat ze aan ‘revolutionaire koorts’ leed en ze werd vrijgelaten. De pers besteedde veel aandacht aan haar terugkeer in Parijs en op 26 januari 1792 werd ze als een heldin ingehaald in de Jakobijnse club. Royalistische pamflettenschrijvers schilderden haar af als een prostituee en deden alles om haar zwart te maken. Ze sloot zich aan bij de girondijnen, de politieke factie van Brissot. Ze bleef zich inzetten voor politieke en burgerrechten voor vrouwen en deed onder andere samen met Pauline Léon een oproep voor het oprichten van een gewapend vrouwenregiment. Ze was actief betrokken bij de aanval op de Tuilerieën op 10 augustus 1792. 

## Geestesziekte en overlijden

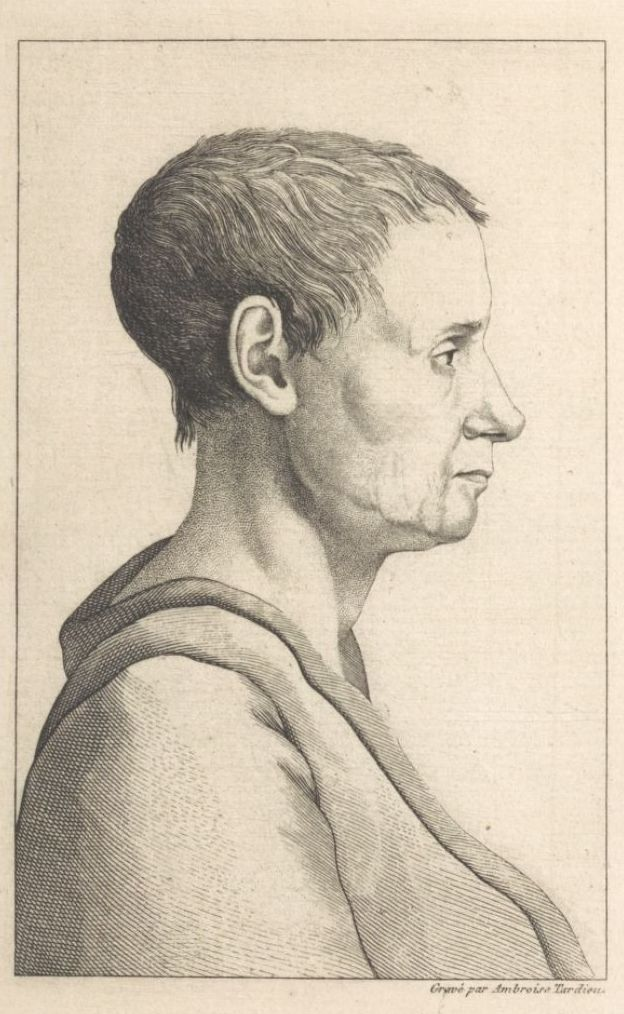
Portret van Théroigne de Méricourt in La Salpêtrière uit 1816.

Ze kreeg met haar feministische standpunten weinig gehoor bij de vrouwelijke sansculotten; haar positie werd nog moeilijker toen Robespierre de girondijnen beschuldigde van verraad aan de Revolutie. In mei 1793 werd ze door marktvrouwen in het openbaar in elkaar geslagen omdat ze Brissot en zijn aanhangers verdedigde. De aanvallers lieten haar naakt en bewusteloos op straat achter; naar verluidt was het aan de interventie van de populaire jakobijnse politicus Marat te danken dat Théroigne de Méricourt niet werd doodgeslagen.
Na deze aanval werd ze nooit meer de oude. Ze ging zich steeds vreemder gedragen en werd opgenomen in een ziekenhuis voor krankzinnigen. De rest van haar leven verhuisde ze van gesticht naar gesticht; uiteindelijk belandde ze in het Hôpital de la Salpêtrière. Haar gedrag was wisselvallig: ze kon lang somber en stil zijn, en dan opeens uitbarsten in revolutionaire leuzen en retoriek. De arts Jean Etienne Esquirol, die werkte aan een verhandeling over geestesziektes, stelde de diagnose lypémanie (een soort melancholie). Na een verblijf van 23 jaar in verschillende inrichtingen stierf Théroigne de Méricourt op 54-jarige leeftijd in La Salpêtrière.

## Eerbetoon
Volgens enkele bronnen werd ze door Théodore Géricault geportretteerd op het doek La monomane de l'envie, ook wel  'De hyena van la Salpêtrière' genoemd. Dit is echter verre van zeker.  August De Boeck vernoemde een opera naar haar, op libretto van Léonce du Castillon. Ten slotte is in Luik een brug naar haar vernoemd met de naam La Belle Liégeoise. 